# 재동선
재동선(梓洞線)은 평안남도 은산군에 있는 구정역과 재동역을 연결하는, 조선민주주의인민공화국의 철도 노선이다. 서선중앙철도주식회사(西鮮中央鐵道株式會社)에서 1941년 10월 1일에 현재의 구간과 신성천역~북창역 구간을 동시에 개통하였다. 현재는 평덕선의 지선으로 되어 있다.

## 노선 정보
- 구간과 거리 : 구정역~재동역 4.4km
- 역 수 : 2개(양단역 포함)
- 궤도 간격 : 1435mm(표준궤)
- 전철화 구간 : 전 구간(직류 3000V)
- 복선 구간 : 없음

## 역 목록
- 구정역(九井驛)
- 재동역(梓洞驛)

## 참고 문헌
- 고쿠부 하야토(国分隼人), 《将軍様の鉄道 北朝鮮鉄道事情》, 新潮社, 2007, ISBN 978-4-10-303731-6